# 일소대
일소대(一笑臺) 또는 일소정(一笑亭)은 대구광역시 북구 침산 1동 1381-1번지 오봉산에 있던 구한말과 일제강점기의 친일파 관료 겸 정치인 박중양(朴重陽, 1872 ~ 1959)의 별장과 그가 세워놓은 정자였다. 박중양의 집인 침산장과 가까운 오봉산 제1봉에 있었으며, 일소대 외에 1943년에 세운 박중양의 친필 기념비가 함께 소재해 있었다. 2004년 그가 다시 친일파로 몰려 규탄받으면서 철거당했다. 철거된 자리에는 침산공원이 조성되었다. 근처에 오봉 사거리와 침산초등학교가 인접해 있다.
신념형 친일파였던 박중양은 해방 후, 대구 오봉산 정상에 별장과 정자를 짓고 일소대라 이름하였다. 박중양은 해방은 조선인들이 쟁취한 것이 아니라 미국과 소련에 의한 것이다, 일제강점기 당시 친일행위를 한 것은 어쩔수 없는 행위였다, 일제 시대에 외국에 나가 있거나 조선총독부에 부역한 사람들이 애국자 흉내내며 3.1절과 광복절을 기념하는 것 등을 조롱하며 이곳에서 은거하며 문필, 정치 활동을 했다. 2004년 10월 11일 일소대와 정자, 돌로 세운 일소대 표석, 박중양 기념비 등은 그가 다시 친일파로 몰려 규탄받으면서 철거당했다. 철거된 자리에는 공원이 조성되었다.

## 명칭
일소대 또는 일소정이라는 명칭은 박중양이 지은 것으로 일제강점기와 해방 직후의 낮은 민도와 일제강점기의 친일 관료가 해방후 애국자 흉내를 내던 것, 일부 독립운동가들이 자신의 능력으로 독립된 것처럼 자랑하는 것을 조롱하는 뜻에서 '한번 크게 웃는다'는 뜻의 일소를 이름으로 정했다.
정자 앞에는 정자 건립 이전인 1943년 8월 1일 당시 대구부 북부출장소 침산정에 타원형 화강암에 일소대라고 쓴 박중양의 친필로 새겨서 세운 바위가 서 있었다. 이는 박중양이 경북관찰사 재직시 불하받은 국유지인 곳이었다. 1996년 10월 11일 서울 강남구 도곡동에 살던 박중양의 종손자가 처음 철거를 시작하기 전까지, 대구와 인근 달성, 성주, 칠곡 등지에서 일소대에 와서 치성을 드리는 이들도 있었다 한다.

## 철거 운동
1996년부터 민족문제연구소 대구지부, 흥사단 대구지부, 광복회 대구.경북지부, 대구문화원 회원 등은 8월 15일 낮 12시 대구시 북구 침산공원 '일소대'앞에서 박중양이 세운 일소대의 내력과 박중양의 친일행각을 알리는 안내문을 세우고 '일소대 철거와 국채보상운동 기념탑 건립을 위한 범시민추진위원회'를 구성하기로 했다. 민족문제연구소 대구지부 명의로 된 이 안내문에는 '박중양이 지역상권을 일본인에게 넘겨주기 위해 대구성곽을 허문 사실, 대구자제단을 결성해 3.1운동을 탄압한 사실, 내선일체 주장과 학병권유 등 박중양의 친일행각을 알리고, 대구시가 이 곳에 공원을 조성하면서 박중양의 후손들과 일소대를 보존해 주는 조건으로 부지를 매입했던 관계로 일소대가 아직 철거되지 않고 있다는 내용을 담고 있다. 침산공원은 원래 박중양 후손의 명의로 돼 있었으나, 대구시가 공원화하기 위해 땅을 매입하면서 일소대는 보존키로 한 것으로 알려졌다. 박중양의 종손자는 일소대 기념비와 정자를 훼손하지 않는다는 조건으로 대구시에 무상 기부하려 하였다. 그러나 민족문제연구소 등의 철거 요구로 결국 2004년 10월 11일 박중양의 후손들이 기증을 취소하고 자진 철거하였다.

## 기타
일소대 주변 침산공원에는 아직까지 시가30억 정도의 후손 땅이 있으며, 일소대 뒤편에는 이장된 박중양의 선조묘가 몇기 있다. 박중양이 경기도 양주군에서 이장해온 부모 묘소, 박중양 내외의 묘, 일본인 소실의 묘 등은 모두 이장되거나 화장되었다.
일소대 북서편에는 침산초등학교가 있고, 일소대에서 서남쪽으로 내려오다 보면 오봉사거리가 나타난다.

## 같이 보기
| - 박중양 - 대구읍성 - 일소대 기념비 - 별장 - 박문웅 - 서재필 - 유길준 - 안창호 | - 3.1 만세 운동 - 자제단 - 자성회 - 윤필오 - 침산장 |

## 참고 자료
- 기록문학회, 《부끄러운 문화답사기》 (실천문학사, 1998)